# Pseudophilautus auratus
Espèce
Synonymes
- Philautus auratus Manamendra-Arachchi & Pethiyagoda, 2005

Statut de conservation UICN

 EN B1ab(iii)+2ab(iii) : En danger
Pseudophilautus auratus est une espèce d'amphibiens de la famille des Rhacophoridae.

## Répartition
Cette espèce est endémique du Sri Lanka. Elle est présente dans les monts Rakwana, entre 513 et 1 270 m d'altitude,.

## Description
Pseudophilautus auratus mesure de 22 à 23 mm pour les mâles et de 22 à 26 mm pour les femelles. Son dos est jaune pâle avec des taches brun sombre. Son ventre est blanc ou blanc jaunâtre.

## Étymologie
Son nom d'espèce, du latin auratus, « or », lui a été donné en référence à sa couleur jaune.

## Publication originale
- Manamendra-Arachchi & Pethiyagoda, 2005 : The Sri Lankan shrub-frogs of the genus Philautus Gistel, 1848 (Ranidae: Rhacophorinae), with description of 27 new species. The Raffles Bulletin of Zoology, Supplement Series, no 12, p. 163-303 (texte intégral).